# Dragon Ball Online
Dragon Ball Online (em japonês: ドラゴンボールオンライン, Doragon Bōru Onrain, em coreano: 드래곤볼 온라인) (oficialmente abreviado como DBO) foi um MMORPG desenvolvido no Japão e na Coreia do Sul simultaneamente pela NTL Inc, ambientado no universo ficcional da franquia Dragon Ball; a história se passa em um futuro distante na Era 1000, 216 anos após os eventos da partida de Son Goku no final do mangá original de Dragon Ball.
Koji Takamiya, diretor da NTL, havia expressado interesse em um lançamento mundial do jogo. No entanto, DBO encerrou seu servidor coreano em 26 de setembro de 2013 e seus servidores de Taiwan e Hong Kong em 31 de outubro de 2013, fechando assim todas as versões e finalizando o jogo.
Entretanto, o grupo Shenron de desenvolvedores decidiu não apenas trazer o game de volta, como traduzi-lo para inglês e outros idiomas,e o jogo foi reaberto em 2015 em um servidor beta que pode ser jogado no site do "Dragon Ball Online Global".

## Jogabilidade

Exemplo da jogabilidade de Dragon Ball Online.

Em Dragon Ball Online, os jogadores controlam um avatar, vendo o HUD a partir de uma perspectiva em terceira pessoa, como na maioria dos MMORPGs, dentro de um mundo onde eles são capazes de explorar a paisagem, procurar as Esferas do Dragão, treinar para competir no Torneio de Artes Marciais, bem como interagir com NPCs e outros jogadores. Além disso, os jogadores são capazes de obter dinheiro e experiência que os permitem avançar de nível e obter novas habilidades. Os jogadores também podem participar da "Time Machine Quests", em que recebem orientação do patrulheiro do tempo Trunks (タイムパトロールトランクス, Taimu Patorōru Torankusu), para viajar no tempo e participar de momentos importantes da história de Dragon Ball.
Em Dragon Ball Online, existem várias raças existentes no universo Dragon Ball, em toda a galáxia, tempo e espaço. No entanto, teve apenas três raças jogáveis, sendo elas: Humano, Namekuseijin e Majin. Teve duas classes principais para cada raça, uma relacionada a danos físicos (guerreiro), enquanto o outro para danos espirituais (espiritualista).

## Sinopse
A história de Dragon Ball Online se passa no ano 1000, precisamente 216 anos após o ano 784 no final do mangá original. Durante este período de tempo, uma série de acontecimentos ocorreram; Majin Boo criou uma versão feminina de si mesmo chamada Booby, e eles logo tiveram um filho, assim, começando a raça Majin na Terra; Namekuseijins fugiram para a Terra depois que um ser chamado Miira atacou e destruiu o planeta deles. Além disso, na Terra, muitos humanos aprenderam avançadas tecnicas de artes marciais em escolas fundadas por alguns personagens da série original, já falecidos nessa época. Kuririn fundou a Nova Escola da Tartaruga, Tenshinhan fundou a Escola de Cranes, e Goten e Trunks fundaram a Kikoukenjutsu (escola que ensinava como lutar com espadas); as escolas se tornaram populares devido a um livro que Gohan escreveu no ano 804, Groundbreaking Science, explicando o controle do Ki e das artes marciais para o público. a raça sayajin também se expandiu se misturando com os humanos fazendo assim uma "nova" raça.
O conflito na história por trás do jogo é alimentado por uma organização criminosa, a "Dark Eye", que também tem relações com o Comércio da Organização Mundial de Freeza e do Exército Red Ribbon. Miira, o líder dessa organização, veio do "Mundo dos Demônios" e está tentando invadir a Terra no ano 1000, e também tem os olhos postos no passado por meio de viajar no tempo. O propósito de Miira para voltar no tempo é tentar obter o DNA de Goku para usá-lo e fortalecer-se para quando ele invadir a Terra no futuro.

## Desenvolvimento
Dragon Ball Online foi desenvolvido pela empresa sul-coreana NTL Inc., em coloboração com as empresas japonesas Bird Studio e Shueisha. O desenvolvimento do jogo foi supervisionado cuidadosamente por Akira Toriyama, o criador da franquia Dragon Ball, possuindo ele grande influência sobre o projeto, coordenando a história do jogo, a parte gráfica e na aparência dos personagens e lugares. Toriyama chegou a pensar em fazer uma adaptação em mangá para promover o jogo, mas essa ideia não foi adiante.
Um teste beta de Dragon Ball Online foi primeiramente anunciado a começar na Coréia do Sul durante o verão de 2007, mas foi adiado para janeiro de 2010.